# U-595
U-595 – niemiecki okręt podwodny (U-Boot) typu VIIC z okresu II wojny światowej. Okręt wszedł do służby w 1941 roku. Jedynym dowódcą był Kptlt. Jürgen Quaet-Faslem.

## Historia
Okręt został włączony do 8. Flotylli U-Bootów celem treningu i zgrania załogi. Od sierpnia 1942 roku pływał w składzie 9. Flotylli jako jednostka bojowa.
Odbył trzy patrole bojowe, podczas których nie zatopił żadnej jednostki przeciwnika.
Wkrótce po przejściu na Morze Śródziemne, 14 listopada 1942 roku U-595 został ciężko uszkodzony na północny wschód od Oranu przez bomby głębinowe samolotów Lockheed Hudson z 608. Dywizjonu RAF. Niezdolny do zanurzenia okręt był atakowany przez kolejne Hudsony z 500. Dywizjonu. Kierując się w stronę afrykańskiego brzegu, prowadził zaciętą obronę, podczas której zostały uszkodzone cztery samoloty. Zamiarem dowódcy było dotarcie do lądu, wysadzenie załogi, a potem zatopienie jednostki na głębszych wodach. Plan udał się połowicznie, ponieważ U-595 wszedł na mieliznę w pobliżu przylądka Ténès. Ostatecznie dokonano samozniszczenia okrętu za pomocą materiałów wybuchowych. 44 Niemców poddało się francuskiemu oficerowi, a następnie zostało przekazanych jednostce pancernej US Army; jeden odłączony od reszty marynarz został natomiast podjęty przez niszczyciel HMS „Wivern”.
Jürgen Quaet-Faslem, dowódca okrętu, dwukrotnie uciekał z obozu jenieckiego Papago Park w pobliżu Phoenix (USA). Pierwsza próba miała miejsce w lutym 1944 roku; został pojmany w Meksyku. W grudniu tego samego roku był w grupie 25 jeńców, którzy korzystając z potajemnie wykopanego, ponadpięćdziesięciometrowego tunelu wydostali się na wolność. Quaet-Faslem i jego towarzysz, Friedrich Guggenberger (były dowódca U-513), zostali ujęci 6 stycznia 1945 roku.